# مسجد ازبک بجد
مسجد ازبک بجد مربوط به دوره تیموریان است و در شهرستان بیرجند، بخش مرکزی، روستای بجد واقع شده و این اثر در تاریخ ۱۰ خرداد ۱۳۸۲ با شمارهٔ ثبت ۸۹۴۶ به‌عنوان یکی از آثار ملی ایران به ثبت رسیده است.